# Gekijōban Bleach: Jigoku-hen
Gekijōban Bleach: Jigoku-hen (jap. 劇場版BLEACH 地獄篇 Gekijōban Burīchi: Jigoku-hen) – japoński film animowany z 2010 w reżyserii Noriyukiego Abe, wyprodukowany przez studio Pierrot na podstawie mangi Bleach autorstwa Tite Kubo. Za scenariusz odpowiadali Masahiro Ōkubo i Natsuko Takahashi, a muzykę skomponował Shirō Sagisu. Premiera w japońskich kinach odbyła się 4 grudnia 2010.

## Fabuła
Film rozpoczyna się od przypomnienia wydarzeń z odcinków anime, w których shinigami, Ichigo Kurosaki, walczy ze swoim przeciwnikiem Ulquiorrą i przemienia się w niezwykle potężnego i niekontrolowanego hollowa. Jakiś czas później, shinigami, Rukia Kuchiki i Renji Abarai, przybywają do świata ludzi, aby zbadać dziwne zjawisko, choć nie wiedzą dokładnie, co to było. Wkrótce potężne, zamaskowane duchy atakują Ichigo i jego przyjaciół w szkole. Gdy maska jednego z duchów zostaje rozbita, pojawiają się bramy piekła, a Kushanāda – jeden ze strażników piekła – przebija odsłoniętego ducha i wciąga go z powrotem do piekła. Okazuje się, że zamaskowane duchy to grzesznicy, którzy ukrywają swoje twarze, aby uniknąć powrotu do piekła. Podczas walki dwie siostry Ichigo, Karin i Yuzu, zostają zaatakowane przez Shurena, przywódcę grzeszników. Ichigo udaje się wrócić na czas, aby zaatakować Shurena, ale nie jest w stanie go pokonać. Kokutō, grzesznik niezwiązany z Shurenem, ratuje Karin, ale Shuren zabiera ze sobą Yuzu. Kokutō oferuje swoją pomoc Ichigo, pokazując mu drogę do piekła, a Rukia, Renji i Uryū Ishida decydują się dołączyć do misji ratunkowej.
Podczas walki z kushanādami, maska hollowa Ichigo spontanicznie się pojawia. Kokutō wyjaśnia, że piekło wydobywa ukryte moce, a każdy, kto tam zginie, zostanie uwięziony. Kushanāda torturują grzeszników, pochłaniając ich; pochłonięte dusze ostatecznie odradzają się na niższym poziomie, po czym ponownie zostają schwytane i pochłonięte w cyklu, który trwa, aż ich wola zostanie całkowicie złamana, a ich szczątki obrócą się w proch. Naprzeciwko popleczników Shurena stają Rukia, Renji i Uryū, którzy walczą, podczas gdy Ichigo i Kokutō zmierzają do kryjówki Shurena, gdzie przetrzymywana jest Yuzu. Shuren nakazuje Ichigo zniszczyć bramy Piekła, wierząc, że uwolni to grzeszników. Po pokonaniu grupy Shurena, Kokutō ujawnia, że oszukał Shurena, by zwabił Ichigo do piekła, i chce wykorzystać moce hollowa Ichigo, aby przerwać niewidzialne łańcuchy wiążące go z piekłem. Kokutō szydzi z Ichigo, ujawniając, że Yuzu stała się grzesznicą, oraz atakuje Rukię, Uryū i Renjiego. Rozgniewany Ichigo przemienia się w swoją formę hollowa i uderza Kokutō mocą, która niszczy większość łańcuchów wiążących go z piekłem oraz część bram piekła. Renji rozbija maskę hollowa Ichigo i aktywuje zaklęcie, które teleportuje Ichigo i Yuzu z piekła, pozostawiając siebie, Rukię i Uryū uwięzionych.
Shinigami docierają do zniszczonych bram piekła i rozpoczynają ich naprawę. Orihime Inoue – dziewczyna posiadająca moce uzdrawiania – zostaje sprowadzona, aby uleczyć Yuzu, jednak nawet jej zdolności nie są w stanie cofnąć więzów piekła. Mimo to Yuzu później sama wraca do zdrowia. Wykorzystując kushanādów próbujących wydostać się przez bramy jako odwrócenie uwagi, Ichigo wraca i leci na najgłębszy poziom piekła, gdzie Rukia stała się grzesznicą, a Renji i Uryū powoli rozkładają się. Ichigo staje do walki z Kokutō, jednocześnie walcząc ze swoją formą hollowa. Niespodziewanie kushanādzi stają się zbroją w formie czaszki dla Ichigo, który wyjaśnia, że samo piekło prosi go o pomoc. Ichigo łamie łańcuchy swoich przyjaciół, ratując ich, jednocześnie wiążąc Kokutō dodatkowymi łańcuchami, które wciągają go w głębiny piekła. Pomimo ostrzeżeń Rukii, Ichigo odrzuca zbroję, a wszyscy zostają ponownie ścigani przez kushanādów. Cała czwórka ucieka przez naprawioną bramę, zanim ta znika, i udaje im się wyskoczyć do świata żywych. Zostają bezpiecznie złapani przez tarczę Orihime, która delikatnie opuszcza ich na ziemię.
W scenie po napisach Yuzu budzi się, nie pamiętając, co się z nią stało. Karin z ulgą ją przytula, ignorując Isshina, który właśnie wrócił.

## Obsada
| Postać          | Seiyū              |
| --------------- | ------------------ |
| Ichigo Kurosaki | Masakazu Morita    |
| Rukia Kuchiki   | Fumiko Orikasa     |
| Renji Abarai    | Kentarō Itō        |
| Uryū Ishida     | Noriaki Sugiyama   |
| Orihime Inoue   | Yuki Matsuoka      |
| Yasutora Sado   | Hiroki Yasumoto    |
| Isshin Kurosaki | Toshiyuki Morikawa |
| Yuzu Kurosaki   | Ayumi Sena         |
| Karin Kurosaki  | Rie Kugimiya       |
| Kokutō          | Kazuya Nakai       |
| Shuren          | Tōru Furuya        |
| Gunjō           | Masaki Aizawa      |
| Garogai         | Keikō Sakai        |
| Taikon          | Kōzō Shioya        |
| Murakumo        | Binbin Takaoka     |